# Pseudepipona jonia
Pseudepipona jonia är en stekelart som först beskrevs av Henri Saussure 1856.  Pseudepipona jonia ingår i släktet Pseudepipona och familjen Eumenidae. Inga underarter finns listade i Catalogue of Life.